# Fasingerin model razvoja gej i lezbijskog identiteta
Fasingerin model razvoja gej i lezbejskog identiteta je pokušaj da se pronađe obrazac u razvoju gej i lezbejskog identiteta uzimajući u obzir kulturološke i kontekstualne uticaje. Prvi put objavljen od strane Rut E. Fasinger 1996. kao model isključivo lezbejskog identiteta, potvrđen je i za muški naredne godine.

## Istraživanje
Godine 1991. Suzan R. MekKarin, saradnica Rut Fasinger, proučavala je razvoj identieta u grupi od 38 lezbejki različitih po godinama, edukaciji, rasi, etnička pripadnost i zanimanju. Analiza rezultata ove studije 1996. godine dovela je do uspostavljanja dva procesa i četiri faze razvoja. Tokom 1997. godine, Fasinger i Bret A. Miler sproveli su istraživanje nad grupom gej muškaraca, sličnih raznovrsnosti, potvrđujući teoriju i za muškarce.

## Teorija
Fasinger je predložila postojanje dva uporedna procesa razvoja identiteta, pri čemu se oba procesa sastoje od četiri sekvencijalnih faza. Individua može da se nalazi u različitim fazama za svaki proces.
- Seksualni identitet koji je u odnosu sa sopstvenom unutrašnjom svešću o sebi i prihvaćenošću sebe[4]

1. Svesnost: viđenje sebe kao drugačijeg od većine
2. Istraživanje: ispitivanje osećanja privlačnosti ka drugim individuama istog pola
3. Produbljivanje: internalizovanje sopstva kao gej ili lezbejske osobe
4. Internalizacija/Sinteza: ugradnja seksualnog identiteta pojedinca u njen/njegov opšti identiet

- Društveni identitet koji je u odnosu sa ulogom pojedinca u gej/lezbejskoj zajednici[4]

1. Svest o postojanju ljudi sa drugačijim seksualnim orijetancijama
2. Otkrivanje sopstvene veze sa gej i/ili lezbejskom zajednicom
3. Obavezivanje prema gej i lezbejskoj zajednici, ukljucujući i prihvatanje potencijalnih negativnih posledica
4. Internalizovanje identiteta manjinske grupe kroz različite kontekste